# Tennis de taula als Jocs Olímpics d'estiu de 2016

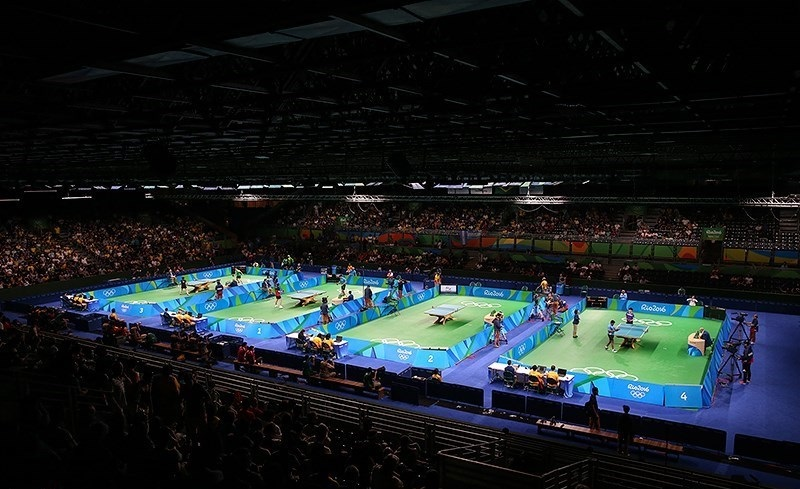
Imatge de la competició durant la realització dels Jocs.

Als Jocs Olímpics d'Estiu de 2016, realitzats a la ciutat de Rio de Janeiro (Brasil), es disputaran quatre proves de tennis de taula, dues en categoria masculina i dues més en categoria femenina, tant en individuals com en format d'equips.
Les proves es realitzaran entre els dies 6 i 17 d'agost de 2016 al pavelló 3 de Riocentro.

## Calendari
| P | Rondes preliminars | ¼ | Quarts de final | ½ | Semifinals | F | Final |

| Prova↓/Data →      | Ds 6 | Dg 7 | Dl 8 | Dm 9 | Dc 10 | Dc 10 | Dj 11 | Dj 11 | Dv 12 | Ds 13 | Dg 14 | Dg 14 | Dl 15 | Dl 15 | Dm 16 | Dc 17 |
| ------------------ | ---- | ---- | ---- | ---- | ----- | ----- | ----- | ----- | ----- | ----- | ----- | ----- | ----- | ----- | ----- | ----- |
| Individual masculí | P    | P    | P    | ¼    |       |       | ½     | F     |       |       |       |       |       |       |       |       |
| Equips masculins   |      |      |      |      |       |       |       |       | P     | P     | ¼     | ¼     | ½     | ½     |       | F     |
| Individual femení  | P    | P    | P    | ¼    | ½     | F     |       |       |       |       |       |       |       |       |       |       |
| Equips femenins    |      |      |      |      |       |       |       |       | P     | ¼     | ½     | ½     |       |       | F     |       |

## Medaller
| Pos.  | País            | Or | Plata | Bronze | Total |
| 1     | R.P. de la Xina | 4  | 2     | 0      | 6     |
| 2     | Japó            | 0  | 1     | 2      | 3     |
| 3     | Alemanya        | 0  | 1     | 1      | 2     |
| 4     | Corea del Nord  | 0  | 0     | 1      | 1     |
| Total | Total           | 4  | 4     | 4      | 12    |

## Medallistes

### Homes
| Prova              | Or                                            | Plata                                            | Bronze                                                   |
| Individual detalls | Ma Long                                       | Zhang Jike                                       | Jun Mizutani                                             |
| Equips detalls     | R.P. de la Xina Zhang Jike · Ma Long · Xu Xin | Japó Koki Niwa · Jun Mizutani · Maharu Yoshimura | Alemanya Timo Boll · Dimitrij Ovtcharov · Bastian Steger |

### Dones
| Prova              | Or                                                  | Plata                                            | Bronze                                        |
| Individual detalls | Ding Ning                                           | Li Xiaoxia                                       | Kim Song-i                                    |
| Equips detalls     | R.P. de la Xina Liu Shiwen · Ding Ning · Li Xiaoxia | Alemanya Han Ying · Petrissa Solja · Shan Xiaona | Japó Ai Fukuhara · Kasumi Ishikawa · Mima Ito |